# لعبارة المحارزة (شعيبات)
لعبارة المحارزة هي إحدى مشيخات المملكة المغربية، تتبع جغرافيا لإقليم الجديدة وإداريًا لشعيبات. يقدر عدد سكانها بـ 3634 نسمة حسب الإحصاء الرسمي للسكان والسكنى لسنة 2004.